# Rajd Dolnośląski 2015

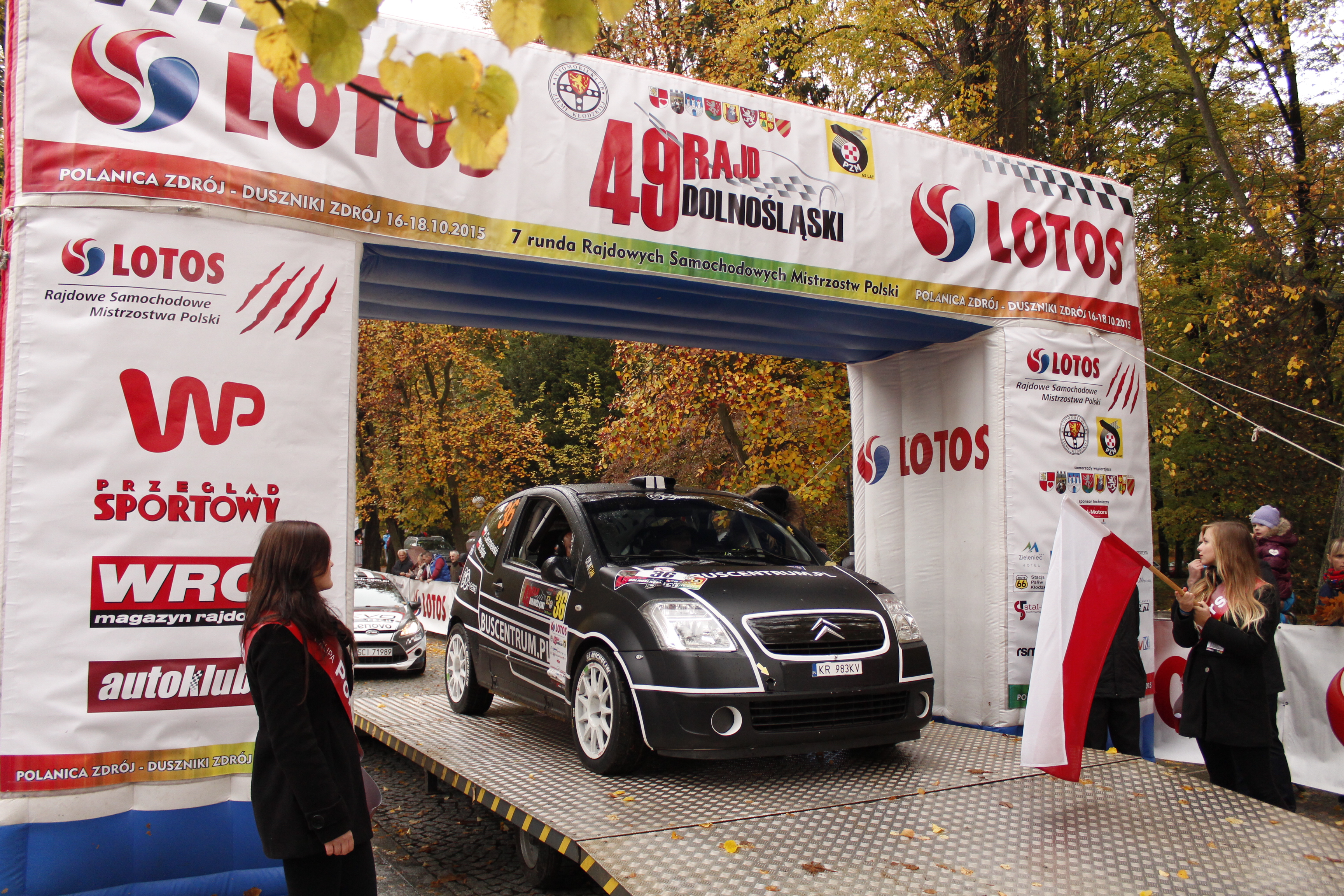
Start do 49 Rajdu Dolnośląskiego na zdjęciu załoga nr 36 Cierzniewski, Bojar jadąca samochodem Citroen C2

49 Rajd Dolnośląski – kolejna 49 edycja Rajdu Dolnośląskiego. Był to rajd samochodowy rozgrywany od 16 do 18 października 2015 roku. Bazą rajdu była miejscowość Polanica-Zdrój. Była to siódma runda Rajdowych Samochodowych Mistrzostw Polski w roku 2015.

## Zwycięzcy odcinków specjalnych
| Dzień           | Numer odcinka | Nazwa odcinka           | Długość  | Zwycięzca odcinka                  | Nr Sam. | Samochód          | Czas    | Lider rajdu                   |
| --------------- | ------------- | ----------------------- | -------- | ---------------------------------- | ------- | ----------------- | ------- | ----------------------------- |
| 17 października | OS1           | Radkowska Perła 1       | 7,35 km  | Bryan Bouffier Thibault De La Haye | 1       | Ford Fiesta Proto | 4:28,4  | Łukasz Habaj Piotr Woś        |
| 17 października | OS2           | Ścinawka 1              | 10,45 km | Bryan Bouffier Thibault De La Haye | 1       | Ford Fiesta Proto | 5:51,7  | Tomasz Kuchar Daniel Dymurski |
| 17 października | OS3           | Bobrowniki 1            | 5,35 km  | Bryan Bouffier Thibault De La Haye | 1       | Ford Fiesta Proto | 3:04,0  | Tomasz Kuchar Daniel Dymurski |
| 17 października | OS4           | Radkowska Perła 2       | 7,35 km  | Bryan Bouffier Thibault De La Haye | 1       | Ford Fiesta Proto | 4:27,0  | Łukasz Habaj Piotr Woś        |
| 17 października | OS5           | Wilków-Kolonia 1        | 19,53 km | Łukasz Habaj Piotr Woś             | 3       | Ford Fiesta R5    | 6:05,6  | Łukasz Habaj Piotr Woś        |
| 17 października | OS6           | Bobrowniki 2            | 5,35 km  | Łukasz Habaj Piotr Woś             | 3       | Ford Fiesta R5    | 3:13,2  | Łukasz Habaj Piotr Woś        |
| 18 października | OS7           | Sokołówka 1             | 8,3 km   | Łukasz Habaj Piotr Woś             | 3       | Ford Fiesta R5    | 4:34,5  | Łukasz Habaj Piotr Woś        |
| 18 października | OS8           | Puławy 1                | 2,8 km   | Jakub Brzeziński Bartłomiej Boba   | 6       | Ford Fiesta R5    | 11:05,8 | Łukasz Habaj Piotr Woś        |
| 18 października | OS9           | Kolonia Gaj 1           | 15,3 km  | Bryan Bouffier Thibault De La Haye | 1       | Ford Fiesta Proto | 7:48,9  | Łukasz Habaj Piotr Woś        |
| 18 października | OS10          | Huberek 2               | 18,95 km | Łukasz Habaj Piotr Woś             | 3       | Ford Fiesta R5    | 10:54,2 | Łukasz Habaj Piotr Woś        |
| 18 października | OS11          | Kolonia Gaj 2           | 15,3 km  | Bryan Bouffier Thibault De La Haye | 1       | Ford Fiesta Proto | 7:42,4  | Łukasz Habaj Piotr Woś        |
| 18 października | OS12          | Kłodzko 1 – POWER STAGE | 3,45 km  | Grzegorz Grzyb Robert Hundla       | 2       | Ford Fiesta R5    | 2:28,4  | Łukasz Habaj Piotr Woś        |

## Power Stage – OS12[4]
| Miejsce | Kierowca       | Pilot               | Czas   | Strata | Punkty |
| ------- | -------------- | ------------------- | ------ | ------ | ------ |
| 1       | Grzegorz Grzyb | Robert Hundla       | 2:28,4 | –      | 3      |
| 2       | Bryan Bouffier | Thibault De La Haye | 2:30,4 | +2,0   | 2      |
| 3       | Tomasz Kuchar  | Daniel Dymurski     | 2:30,5 | +2,1   | 1      |

## Wyniki końcowe rajdu[5]
| Miejsce                | Kierowca         | Pilot               | Samochód                 | Czas      | Strata  | Grupa Klasa | Punkty |
| ---------------------- | ---------------- | ------------------- | ------------------------ | --------- | ------- | ----------- | ------ |
| Klasyfikacja generalna |                  |                     |                          |           |         |             |        |
| 1                      | Łukasz Habaj     | Piotr Woś           | Ford Fiesta R5           | 1:12:37.1 | –       | 2           | 25     |
| 2                      | Jakub Brzeziński | Bartłomiej Boba     | Ford Fiesta R5           | 1:12:48,4 | +11,3   | 2           | 18     |
| 3                      | Grzegorz Grzyb   | Robert Hundla       | Ford Fiesta R5           | 1:12:49,9 | +12,8   | 2           | 15+3   |
| 4                      | Tomasz Kuchar    | Daniel Dymurski     | Ford Fiesta R5           | 1:13:22,8 | +45,7   | 2           | 12+1   |
| 5                      | Zbigniew Gabryś  | Artur Natkaniec     | Ford Fiesta R5           | 1:18:25,6 | +5:48,5 | 2           | 10     |
| 6                      | Marcin Gagacki   | Marcin Bilski       | Mitsubishi Lancer EVO IX | 1:18:59,7 | +6:22,6 | Open N      | 8      |
| 7                      | Dariusz Poloński | Grzegorz Dobosz     | Peugeot 208 VTI          | 1:19:26,4 | +6:41.9 | 4           | 6      |
| 8                      | Jan Chmielewski  | Grzegorz Dachowski  | Citroen DS3              | 1:19:30,4 | +6:53,3 | 3           | 4      |
| 9                      | Mariusz Stec     | Łukasz Włoch        | Ford Fiesta Proto        | 1:19:47,1 | +7:10,0 | Open N      | 2      |
| 10                     | Bryan Bouffier   | Thibault De La Haye | Ford Fiesta Proto        | 1:20:02,0 | +7:24,9 | Open N      | 1+2    |